# Глядки (Хмельницкая область)
Глядки (укр. Глядки) — село в Хмельницком районе Хмельницкой области Украины.
Население по переписи 2001 года составляло 387 человек. Почтовый индекс — 31232. Телефонный код — 3845. Занимает площадь 1,88 км². Код КОАТУУ — 6820988602.
Расположено на левом берегу реки Южный Буг, в её верховьях.

## Местная власть
31260, Хмельницкая область, Хмельницкий район, пгт Наркевичи

## Галерея

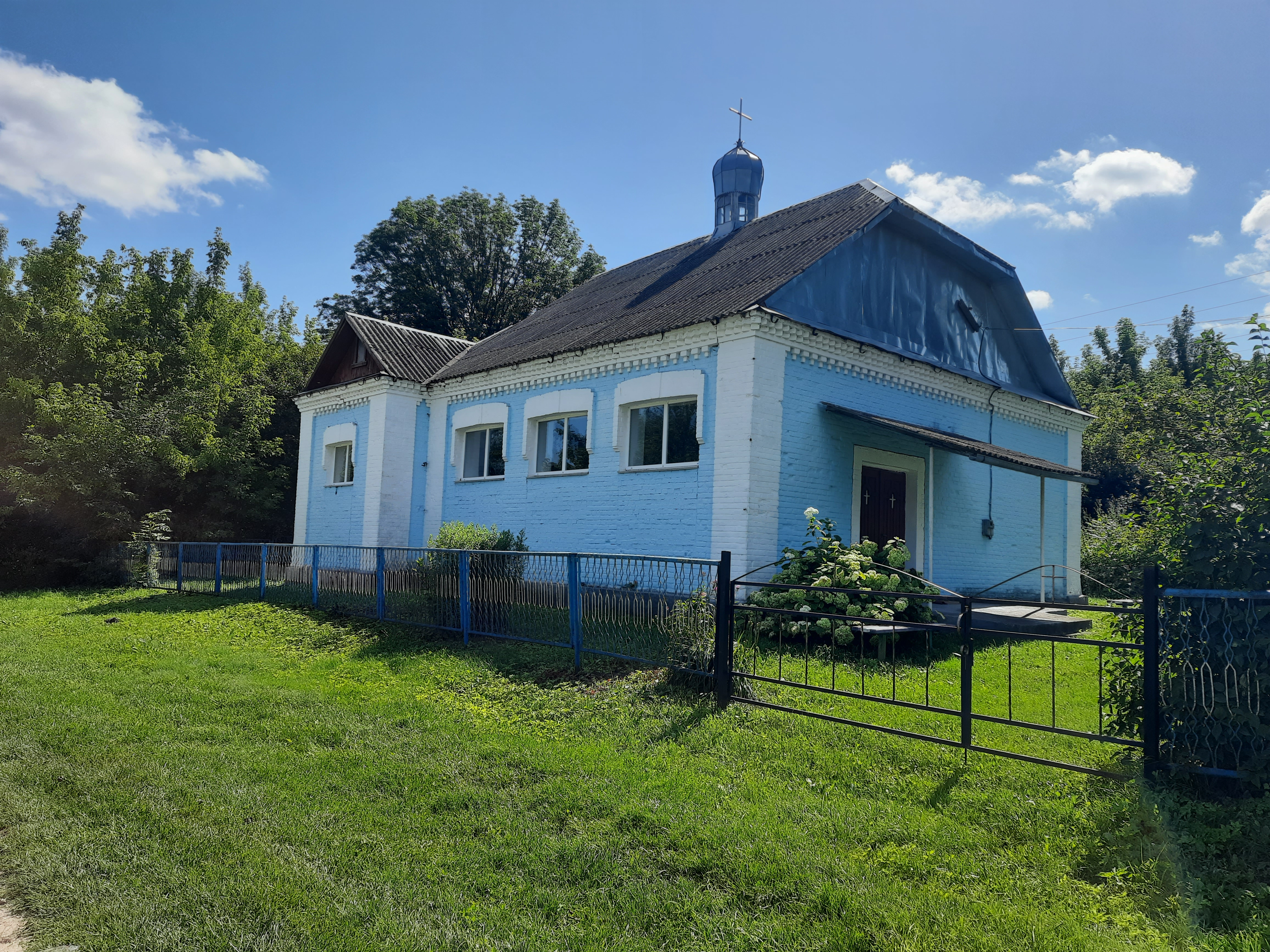
Церковь
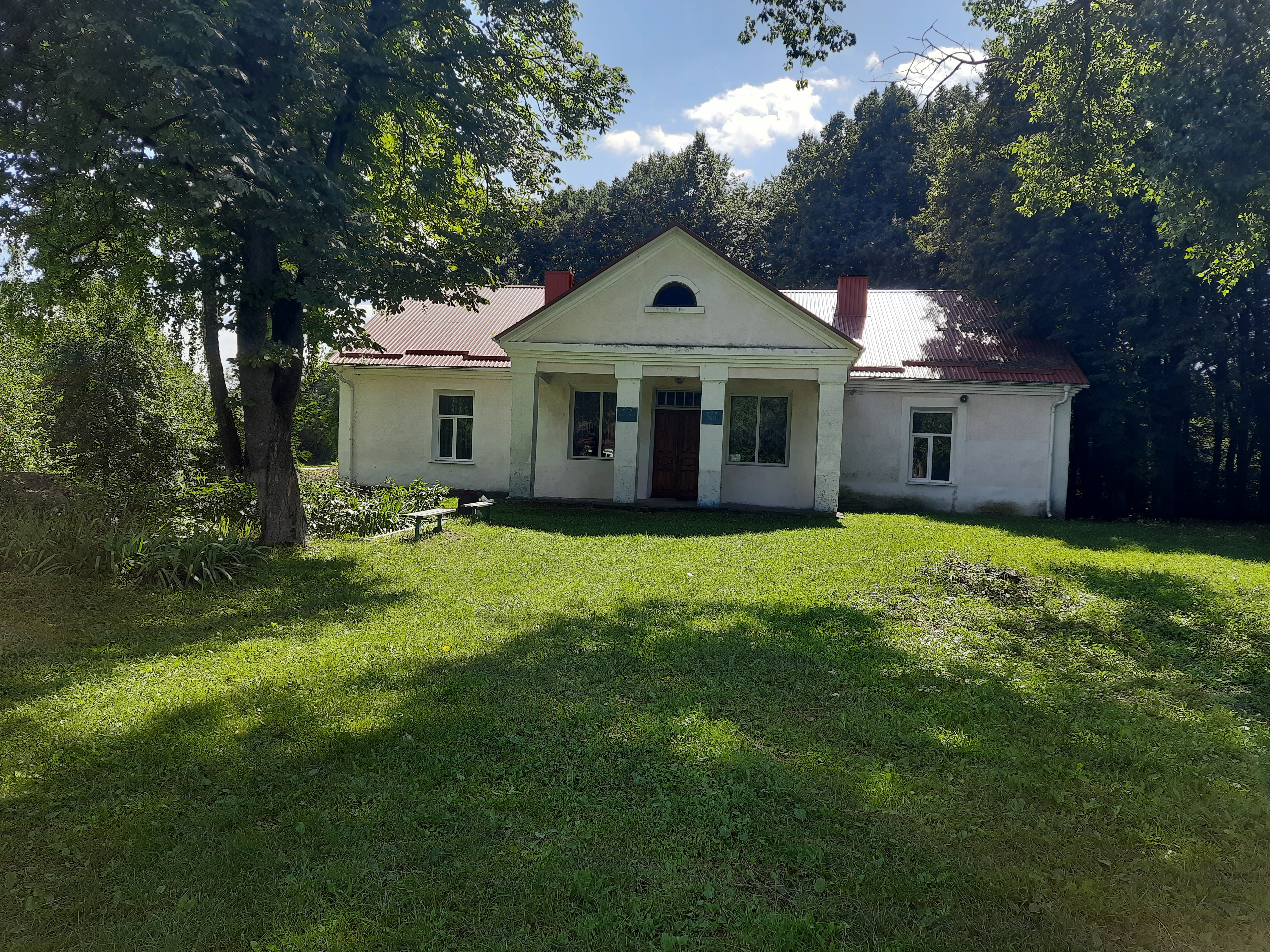
Клуб
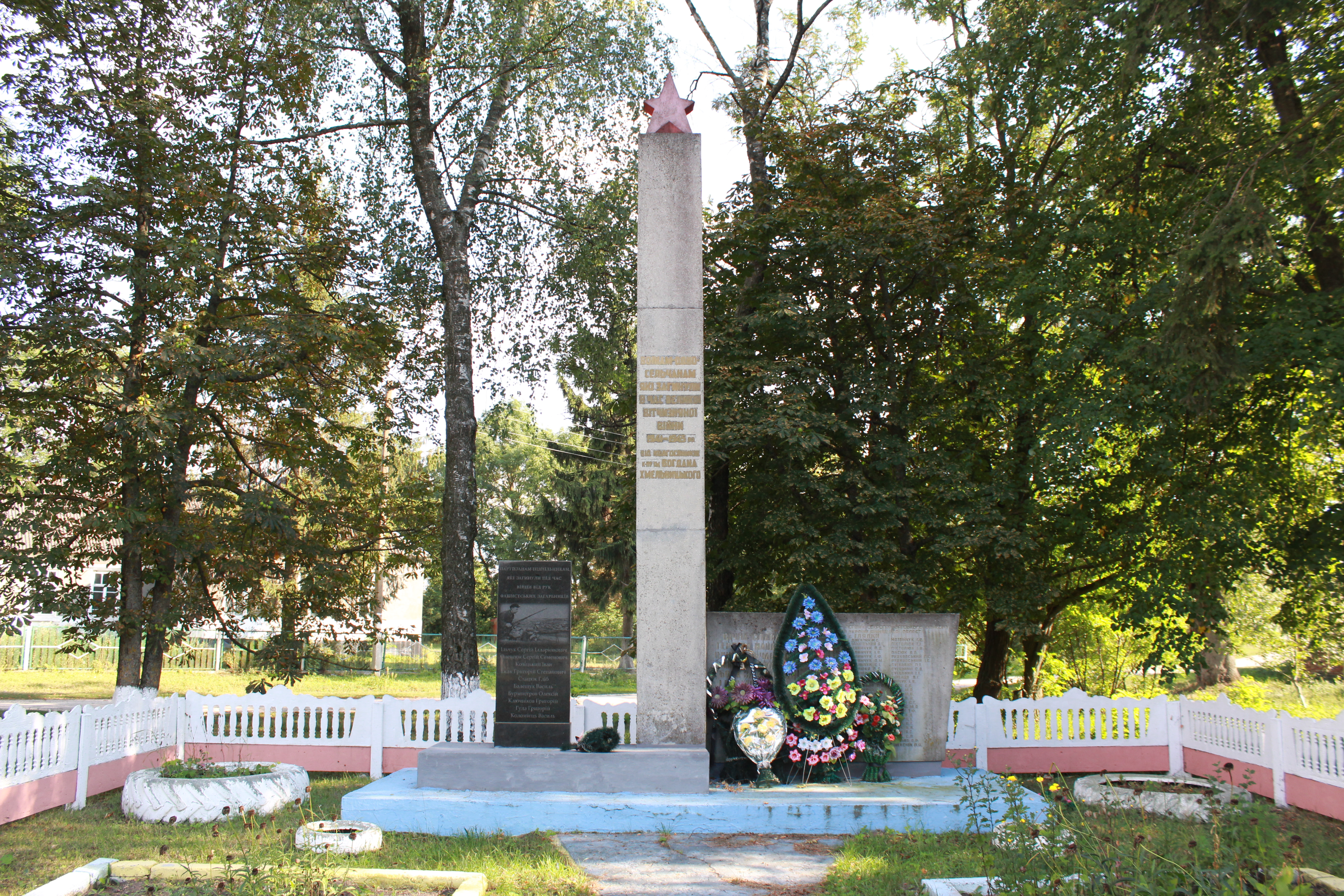
Памятник воинам-односельчанам, погибшим в Великой Отечественной войне